# Hildisrieden
Hildisrieden é uma comuna da Suíça, no Cantão Lucerna, com cerca de 1.794 habitantes. Estende-se por uma área de 7,04 km², de densidade populacional de 255 hab/km². Confina com as seguintes comunas: Neudorf, Neuenkirch, Rain, Römerswil, Sempach.
A língua oficial nesta comuna é o Alemão.